# Lagen om det uteslutna tredje
Lagen om det uteslutna tredje, latin: tertium non datur, är en tankelag inom logik som lyder: allt måste antingen vara eller icke vara (A är antingen B eller icke-B), eller: av två kontradiktoriskt motsatta omdömen är det ena sant..  Den kan uttryckas som: låt E vara en godtycklig egenskap. Antingen saknar alla ting egenskapen E eller också har något ting egenskapen E, en tredje möjlighet finns ej.
I axiomatiskt uppbyggda logiska system följer lagen om det uteslutna tredje, vilket medför att det i dessa system inte är möjligt att härleda såväl en formel P som dess negation icke-P, vilket kan uttryckas som: Om P är sann är dess negation icke-P falsk.
I Principia Mathematica av Russell och Whitehead är lagen om det uteslutna tredje ett teorem i satslogiken med numret 2.11.
{\displaystyle \mathbf {*2\cdot 11} .\ \ \vdash .\ p\ \vee \thicksim p}
Vissa logiska system använder sig dock av så kallad ternär eller trevärd logik, där lagen om det uteslutna tredje inte är giltig. Det tredje alternativet kan då till exempel betyda att satsens sanningsvärde är okänt, så att man för en given sats P kan säga att den är "sann", "falsk" eller "vet inte".